# Sherri Howard
Sherri Howard (Sherman (Texas), Estados Unidos, 1 de junio de 1962) es una atleta estadounidense retirada, especializada en la prueba de 4x400 m en la que llegó a ser campeona olímpica en 1984.

## Carrera deportiva
En los JJ. OO. de Los Ángeles 1984 ganó la medalla de oro en los relevos 4x400 metros, con un tiempo de 3:18.29 segundos, superando a Canadá y Alemania Occidental, siendo sus compañeras de equipo: Lillie Leatherwood, Valerie Brisco-Hooks, Chandra Cheeseborough, Diane Dixon y Denean Howard.